# Segla
Segla är en dansform som var vanlig bland ungdomar från arbetarklass och lägre medelklass i 1930- och 40-talets Göteborg. Det seglades till många slags musik, men framför allt till olika typer av valsmusik.
Karaktäristiskt för seglandet är att man snurrade åt "fel" håll jämfört med de flesta danser, och aldrig bytte håll, fötterna som strök utefter golvet - aldrig hoppade - och den glidande stilen som flöt fram över dansgolvet. Anmärkningsvärt är att man ofta dansade långsammare än musiken.
Senare försök att återskapa seglandet har resulterat i seglarvals, med annorlunda kroppshållning. Draget att dansa långsammare än musiken är inte längre lika vanligt.